# Eimskip
Eimskip, egentlig Eimskipafélag Íslands, er et islandsk rederi etableret i 1914. Det har hovedkontor i Reykjavík og kontorer i 16 andre lande.
Eimskip er Islands ældste rederi. Det koncentrerede sig længe om transport til og fra Island, men er i dag engageret i søtransport verden over. Selskabet ejer efter en fusion i 2004 det færøske rederi Faroe Ship, der tidligere hed Skipafelagið Føroyar.